# Hugo Mühsam
Hugo Mühsam (ur. 26 marca 1856 w Görlitz, zm. 31 stycznia 1930 we Włocławku) – przemysłowiec i kupiec żydowskiego pochodzenia, działacz społeczny, filantrop.

## Kariera kupiecka i przemysłowa

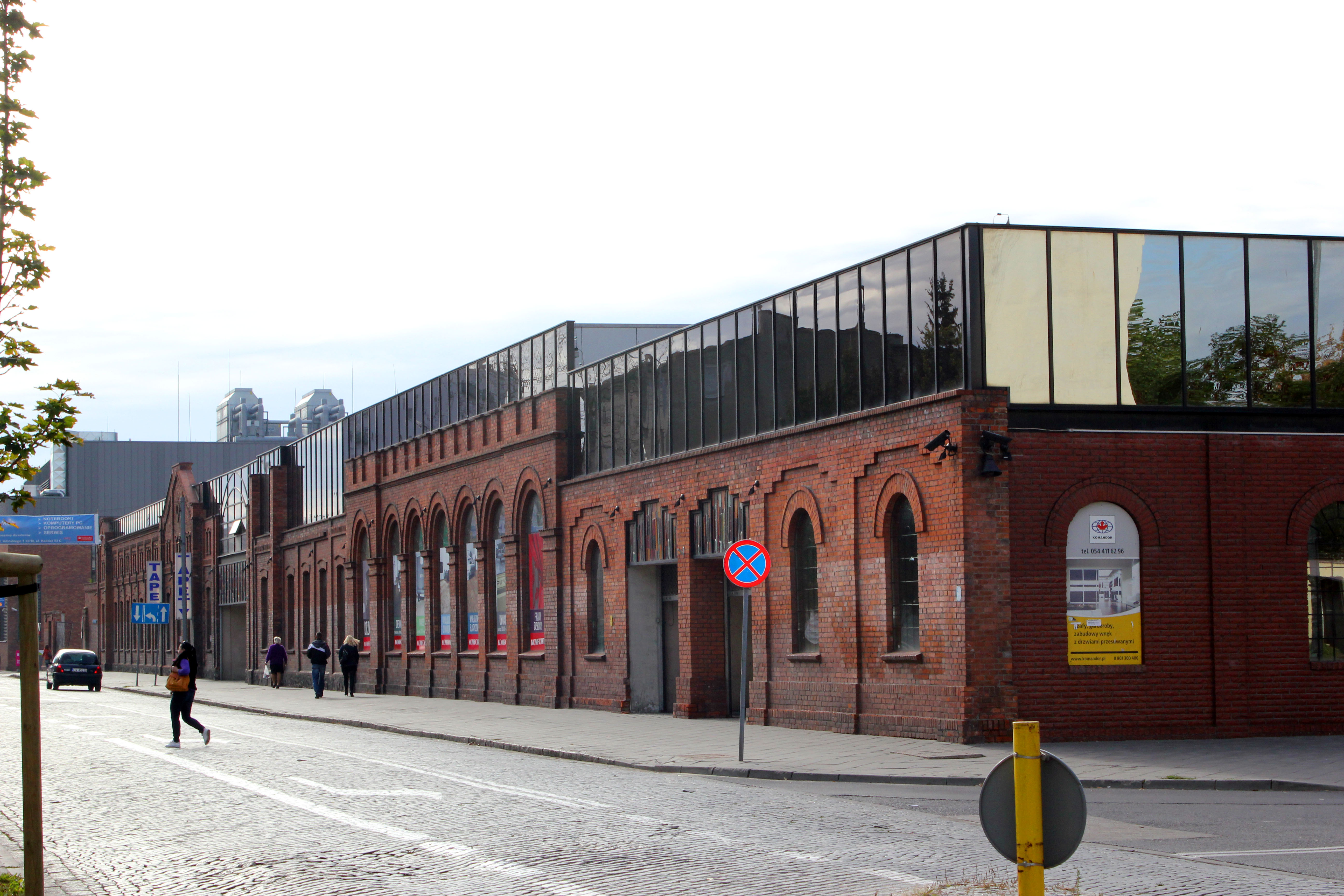
Budynki dawnej fabryki Hugo Mühsama we Włocławku

Urodził się w rodzinie żydowskiego kupca zbożowego Zygmunta i Florentyny z domu Rosenthal. W 1862 roku Mühsamowie przeprowadzili się do Włocławka, gdzie Zygmunt Mühsam założył Dom Handlowy. Wykształcenie pobierał w domu oraz w Toruniu. Jego ojciec nauczył go fachu kupieckiego. Swoją karierę handlowca rozpoczął od prowadzenia składu z nasionami. Po śmierci ojca w 1883 roku, prowadzony przez niego Dom Handlowy przejęła wdowa Florentyna Mühsam. Wtedy mianowała swojego syna prokurentem należącego do niej przedsiębiorstwa. W Domu Handlowym Mühsam sprzedawał importowane maszyny i narzędzia rolnicze oraz nasiona. Sam był przedstawicielem handlowym kilku amerykańskich przedsiębiorstw tej branży.
W 1883 roku Hugo Mühsam zakupił od Ibrahima Izraela Lipmana plac przy ul. Wspólnej (obecnie ulica Kilińskiego). W kolejnym roku otworzył w tym miejscu Fabrykę Maszyn i Narzędzi Rolniczych oraz Odlewnię Żelaza. Fabryka specjalizowała się w wyrobie kosiarek, młockarni, sieczkarni i kieratów. Później do oferty dołączono maszyny torfowe oraz maszyny do suszarni i fabryki cykorii. Te ostatnie były po raz pierwszy wyrabiane w Polsce. Skutkiem tego, z maszyn Mühsama korzystała większość włocławskich fabryk cykorii. Początkowo narzędzia wyrabiano ręcznie, a wentylator był poruszany za pomocą kieratu. Niedostatki produkcji rekompensowano wysoką jakością wyrabianych towarów. Rynek zbytu dla fabryki znajdował się nie tylko w Królestwie Polskim, ale też w Rosji. W 1893 roku w miejscu pierwotnych warsztatów wybudowano nowoczesne budynki fabryczne. W kompleks fabryki weszła też stolarnia i kuźnia.
Do 1914 roku Fabryka Maszyn i Narzędzi Rolniczych H. Mühsama stała się największą fabryką tej branży we Włocławku i jedną z większą w Królestwie Polskim. Miarą sukcesu Mühsama były liczne nagrody, jakie otrzymywał na Międzynarodowych Wystawach Rolniczych. Na wystawach prezentowano m.in. nową maszynę do automatycznego odważania i napełniania paczek cykorii czy cichobieżną lokomobilę parową, opracowane przez głównego konstruktora i dyrektora technicznego fabryki, Teodora Bartkowskiego. Przy fabryce działał też zakład naprawczy maszyn.
Podczas I wojny światowej niemieckie władze okupacyjne Włocławka zarekwirowały część maszyn fabryki.
28 kwietnia 1922 roku fabrykę przekształcono w spółkę akcyjną Dom Rolniczy, Fabryka Maszyn i Odlewnia Żelaza H. Mühsam SA. Hugo Mühsam pozostawał prezesem zarządu spółki do swojej śmierci. W skład spółki weszli też jego synowie Otton Gustaw i Alfred Zygmunt.
31 grudnia 1927 roku otworzono oddział spółki w Warszawie, a w kolejnym roku we Lwowie.
W czasie II wojny światowej spółkę zajęli Niemcy. W 1942 roku fabrykę sprzedano Gustavowi Odlozinskiemu. Po wojnie fabryka Mühsama została przekształcona w Fabrykę Maszyn Rolniczych we Włocławku, a później Kujawską Fabrykę Maszyn Rolniczych. W 1972 roku została przejęta przez Zrzeszenie Przemysłu Ciągnikowego Ursus. Obecnie tradycje fabryki Mühsama kontynuują Kujawskie Zakłady Mechaniczne KaZeteM Włocławek. Funkcjonują już jednak w innym niż pierwotnie miejscu.
Założenie przez Hugo Mühsama fabryki przy ul. Kilińskiego nadało tej ulicy przemysłowy charakter. Wkrótce powstały tu m.in. Fabryka Kafli i Wyrobów Kamionkowych Eugeniusza Szałwińskiego i Władysława Skiermańskiego, Wytwórnia Sody Kaustycznej, Fabryka Mebli Giętych i Wyrobów Drewnianych Polars, młyn parowy i tartak Szterna, fabryka czekolady i inne przedsiębiorstwa. Współcześnie, budynki dawnej fabryki Mühsama stały się częścią kompleksu galerii handlowej [Centrum Handlowe City] i supermarketu Kaufland. Przy adaptacji budynków zachowano oryginalne mury dawnej fabryki.

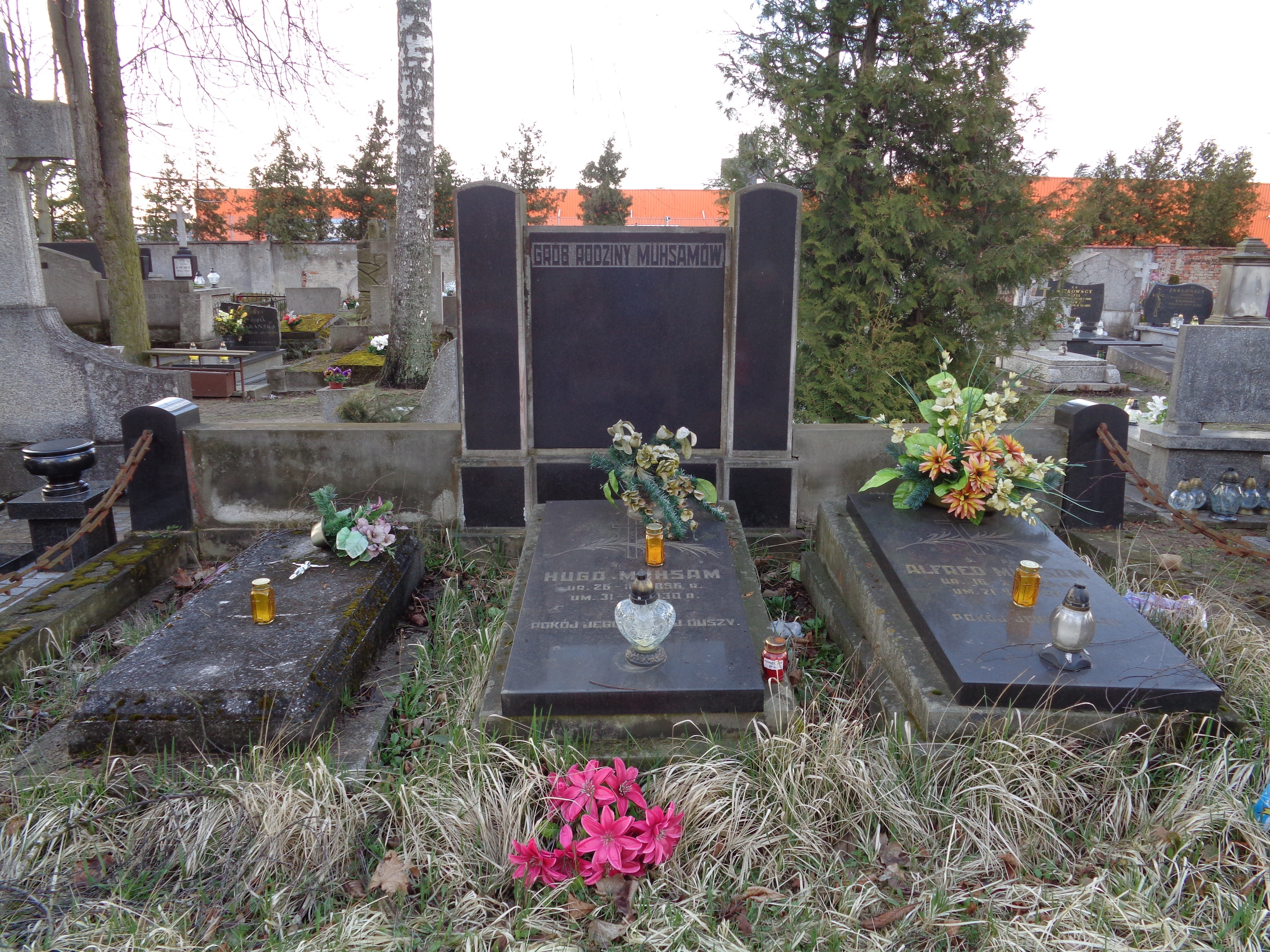
Grób rodziny Mühsam na Cmentarzu Komunalnym we Włocławku

Od 1923 roku Mühsam był członkiem zarządu fabryki Ferd. Bohm i Co. Fabryka Cykorii we Włocławku SA (dzisiejsza Delecta). W 1924 roku wraz z synem Kurtem Wiktorem został udziałowcem fabryki. Po śmierci dotychczasowego prezesa zarządu Aleksandra Eichenwalda w 1926 roku, objął jego funkcję. Sprawował ją do 11 grudnia 1929 roku. Współpraca między fabrykami Bohma a Mühsama i osobiste zaangażowanie Hugo Mühsama wyprowadziło tę pierwszą z kryzysu, w jakim znalazła się na początku lat 20. Wraz z synem Kurtem Wiktorem odegrał ważną rolę w historii fabryki. Hugo Mühsam był m.in. inicjatorem powołania w 1925 roku inżyniera Mieczysława Nowickiego na stanowisko dyrektora, a Zygmunta Chełstowskiego na kierownika działu sprzedaży. Uzyskał dla firmy od Banku Polskiego kredyt w wysokości 500 tysięcy złotych i rozpoczął intensywną kampanię reklamową, skierowaną głównie do terenów, które przed 1918 rokiem znajdowały się poza Królestwem Polskim. Po przejęciu majątku dawnej spółki Gleba, fabrykę Bohma przekształcono w Zjednoczone Fabryki Cykorii Ferd. Bohm & Co i Gleba we Włocławku Spółka Akcyjna. Jego syn Wiktor pozostawał w Zarządzie Spółki także po odejściu ojca. Oprócz tego, to właśnie Hugo Mühsam wykonał zobowiązanie przeniesienia grobowca założyciela fabryki cykorii, Ferdynanda Bohma z likwidowanego właśnie starego cmentarza na nowy Cmentarz Komunalny.
Zmarł 31 stycznia 1930 roku we Włocławku. Został pochowany 2 lutego w kwaterze ewangelickiej tutejszego Cmentarza Komunalnego, w sektorze nr 3/1/22. W jego pogrzebie wzięły udział tłumy włocławian oraz delegacje licznych stowarzyszeń. Trumnę z ciałem zmarłego nieśli pracownicy jego fabryki, a marsz żałobny grała Orkiestra Ochotniczej Straży Pożarnej. Przemówienia wygłosili pastor Wosch i Jerzy Bojańczyk.

## Działalność bankierska i branżowa
W 1897 roku był jednym ze współzałożycieli Włocławskiego Towarzystwa Kredytu Wzajemnego, późniejszego Banku Kujawskiego. Następnie został członkiem Zarządu Towarzystwa. Był też członkiem włocławskiego oddziału Komitetu Dyskontowego Banku Polskiego i Banku Handlowego, powstałego w 1922 roku. W latach 20. był akcjonariuszem Banku Handlowo-Przemysłowego we Włocławku.
W 1919 roku był współzałożycielem, a potem prezesem włocławskiego oddziału Towarzystwa Przemysłowców Królestwa Polskiego. Przewodniczył też Związkowi Kupców we Włocławku.

## Działalność społeczna
W 1900 roku był jednym ze współzałożycieli 7-klasowej Szkoły Handlowej (dzisiejsze Liceum im. Ziemi Kujawskiej). Wcześniej członkiem Komitetu Obywatelskiego, który podejmował starania mające na celu utworzenia szkoły. Później był współzałożycielem i członkiem Rady Opiekuńczej Gimnazjum Państwowego Ziemi Kujawskiej we Włocławku.
W czasie I wojny światowej był członkiem Komitetu Obywatelskiego we Włocławku założonego w sierpniu 1914 roku. Od 6 września 1914 roku był jednym z radnych Włocławka. W listopadzie 1916 r. został członkiem pierwszej Rady Miejskiej miasta Włocławka, a w kolejnym roku został jednym z zastępców w nowej radzie.
Był członkiem Kolegium Kościelnego oraz Dozoru Kościelnego gminy ewangelicko-augsburskiej we Włocławku. Od 1906 do 1921 roku był członkiem Zarządu Dozoru Kościelnego.
Hugo Mühsam był też działaczem i skarbnikiem Włocławskiej Ochotniczej Straży Ogniowej. W 1918 roku został jej honorowym członkiem.
Udzielał się we Włocławskim Towarzystwie Wioślarskim, którego także był współzałożycielem.
Przed I wojną światową pełnił również funkcję ławnika w Sądzie Pokoju.

## Działalność charytatywna
Od 1907 roku był członkiem Towarzystwa Pomocy Ubogim Mieszkańcom Miasta Włocławka. W 1918 roku pełnił funkcję przewodniczącego Oddziału Kujawskiego Towarzystwa Higienicznego we Włocławku. Był jednym ze współzałożycieli Towarzystwa Pomocy dla Niezamożnych Uczniów Gimnazjum. Udzielał się jako członek Włocławskiego Towarzystwa Pomocy Biednym. Był jednym z inicjatorów powstania i głównych sponsorów Domu Miłosierdzia Zboru Ewangelickiego. Finansował działalność Towarzystwa Wspomagania Biednych Żydów. Wspomagał też inne działające w mieście organizacje charytatywne.

## Życie prywatne

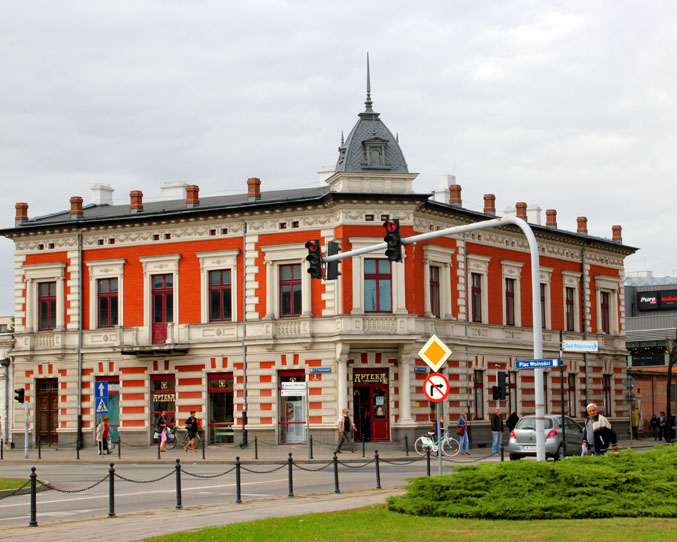
Pałacyk Hugo Mühsama we Włocławku

27 października 1887 roku przeszedł konwersję z judaizmu na wyznanie ewangelickie. W kolejnym roku konwersję przeszła jego żona, Amanda Marta Joanna Rozenberg (1866-1939). Wraz ze swoją żoną doczekał się piątki dzieci: Marii Łucji, zamężnej Maske (ur. 1886); Alfreda Zygmunta (1889-1928); Ottona Gustawa (1891-1944); Kurta Wiktora (1895-1949) i Jana Jerzego (ur. 1903). Kurt Wiktor był dyrektorem handlowym w firmie swoje ojca. W 1928 roku Kurt został prokurentem warszawskiego oddziału fabryki Mühsama. Podobnie jak ojciec, był też udziałowcem i członkiem zarządu fabryki cykorii F. Bohma. Jego żoną była aktorka Stanisława Lubicz-Sarnowska (1891-1958), która przyczyniła się do powstania parafii Najświętszego Zbawiciela we Włocławku. Z kolei Alfred Zygmunt i Otton Gustaw byli udziałowcami spółki założonej w 1922 roku przez Hugo Mühsama. Jan Jerzy także został przedsiębiorcą. Po wojnie, stalinowskie władze zmusiły go do zmiany nazwisko na Muehsam. Założoną przez niego firmę Muehsam Electrotech znajdującą się na Warszawskim Międzylesiu prowadzi do dziś jego syn, Jan Krzysztof. Również synowie Jana Krzysztofa zostali przedsiębiorcami.
18 lipca 1894 roku Hugo Mühsam został stałym obywatelem Włocławka.
W 1894 roku na rogu Placu Wolności i ul. Kilińskiego wzniósł tzw. Pałacyk Mühsama. Zbudowany według projektu Antoniego Olszakowskiego, istnieje do dziś i funkcjonuje jako ważny zabytek miasta. Pałacyk reprezentuje styl eklektyczny nawiązujący do francuskiego renesansu, a przy jego budowie wykorzystano cegłę licówkę. Początkowo funkcjonował jako reprezentacyjny Dom Rolniczy, częściowo pełnił też funkcje mieszkalne. W XX wieku przez pewien czas działał w nim kantor fabryczny. Po II wojnie światowej użytkowały go Kujawskie Zakłady Maszyn Rolniczych. W 1993 roku został odkupiony od Urzędu Miasta i stał się własnością prywatną. Na początku XXI wieku został odrestaurowany. Obecnie funkcjonuje tu apteka.